# Tillandsia cossonii
Tillandsia cossonii là một loài thuộc chi Tillandsia. Đây là loài đặc hữu của México.